# Antoine Blanc (homme politique, 1848-1925)
Pour les articles homonymes, voir Antoine Blanc.
Antoine Blanc, né le 23 juillet 1848 à Gap (Hautes-Alpes) et mort le 27 septembre 1925 à Paris, est un homme politique français.

## Biographie
Médecin, il est président de la société d'agriculture et conseiller général quand il est élu député des Hautes-Alpes en 1910. Il siège au groupe de la Gauche démocratique. Il est élu sénateur en 1912 et conserve son siège jusqu'en 1921.

## Sources
- « Antoine Blanc (homme politique, 1848-1925) », dans le Dictionnaire des parlementaires français (1889-1940), sous la direction de Jean Jolly, PUF, 1960 [détail de l’édition]